# Le Bignon
 Le Bignon  es una población y comuna francesa, situada en la región de Países del Loira, departamento de Loira Atlántico, en el distrito de Nantes y cantón de Aigrefeuille-sur-Maine.

## Demografía
| 1438 | 1471 | 1880 | 2279 | 2378 | 2582 |
| Para los censos de 1962 a 1999 la población legal corresponde a la población sin duplicidades (Fuente: INSEE [Consultar]) |      |      |      |      |      |